# Bragen
Bragen ist eine Insel an der Einmündung des Byfjord in den Kvitsøyfjord in der Gemeinde Randaberg in der norwegischen Provinz Rogaland.
Die kleine felsige und kahle Schäreninsel liegt etwa 700 Meter vom Festland entfernt nordwestlich des Leuchtturms Tungenes fyr. Die annähernd ovale Insel ist etwa 40 Meter lang bei einer Breite von bis zu 25 Metern. Auf der Insel befinden sich zwei maritimtechnische Anlagen.
Südlich der Insel führt die Route der Fähren von Stavanger nach Kvitsøy entlang.